# Robin Sebeille
Robin Sebeille (Saint-Denis, 14 novembre 1991) è un ex giocatore di football americano francese che ha giocato come tight end.

## Palmarès
- 1 World Games (2017)
- 1 Europeo (2018)
- 1 Casque de Diamant (Cougars de Saint-Ouen-l'Aumône, 2016)
- 1 German Bowl (New Yorker Lions, 2019)
- 1 Casque d'Or (Argonautes d'Aix-en-Provence, 2014)